# Edgeworthia
Edgeworthia Meisn. è un genere di piante appartenente alla famiglia Thymelaeaceae.

## Tassonomia
Il genere comprende le seguenti specie:
- Edgeworthia albiflora Nakai
- Edgeworthia chrysantha Lindl.
- Edgeworthia eriosolenoides K.M.Feng & S.C.Huang
- Edgeworthia gardneri (Wall.) Meisn.
- Edgeworthia longipes Lace